# 제보자 (영화)
《제보자》는 2014년에 개봉한 대한민국의 영화이다.
2005년 겨울 대한민국을 넘어 전 세계를 뒤흔들었던 서울대학교 수의학과 교수 황우석의 '줄기 세포 조작 사건'을 모티브로 만들어졌다. 이 사건은 당시 MBC 'PD수첩'을 이끌었던 최승호, 한학수 두 PD가 황우석의 줄기세포 연구 과정에 참여했던 류영준 의사의 내부고발에 의해 세상에 알려지게 되었는데, 이 영화는 황우석의 '줄기세포 논문'이 조작되었음을 밝혀내려는 제작진들의 이야기를 재구성한 작품이다.

## 캐스팅
- 박해일 : 윤민철 역
- 유연석 : 심민호 역
- 이경영 : 이장환 역
- 박원상 : 이성호 역
- 류현경 : 김미현 역
- 송하윤 : 김이슬 역
- 김강현 : 이도형 역
- 김수안 : 심수빈 역
- 김중기 : 박목사 역
- 남명렬 : 유종진 역
- 정형석 : 이정환 비서 역
- 이승준 : 피디추적 PD 1 역
- 김영 : 시골 수퍼 아저씨 역
- 최교식
- 김지훈 : 판잣집 김씨 역
- 희우
- 박성근 : 피디추적 PD 2 역
- 김찬이 : 피디추적 PD 3 역
- 권혁 : 피디추적 PD 4 역
- 황재원 : 박수현 역
- 윤민수 : 뇌성마비 사내 역
- 박지소 : 윤지호 역
- 박용수 : 방송국 간부 1 역
- 박진영 : 방송국 간부 2 역
- 김경란 : 노모 역
- 오창경 : 택시기사 역
- 유재명 : 병원 원장 역
- 권범택 : 판사 역
- 김지훈 : 판잣집 김씨 역
- 김정수 :  한국대 협력기관 교수 2 역
- 성도현 : 사장기사 역
- 전수지 : 연구원 1 역
- 김새벽 : 연구원 2 역
- 장문규 : 대합실 남자 2 역
- 박성현 : 이장환 경호원 1 역
- 허웅 : 난자매매업체 사내 역
- 장광 : 방송국 사장 역 (특별출연)
- 권해효 : 방송국 국장 역 (특별출연)
- 최용민 : 과기부 장관 역 (특별출연)
- 한기중 : 국정원장 역 (특별출연)
- 김원해 : 심야택시기사 역 (특별출연)
- 이미도 : 윤민철 아내 역 (특별출연)
- 김영재 : 기자회견 사회자 역 (특별출연)
- 황정민 : 판잣집 아줌마 역 (특별출연)